# Acústico (álbum de Las Pastillas del Abuelo)
Acústico es el título del álbum de la banda de rock argentina Las Pastillas del Abuelo, publicado en el año 2007. La producción artística estuvo a cargo de Martín "Tucán" Bosa, mientras que la producción de guitarras fue realizada por Diego "Bochi" Bozzalla. El álbum fue grabado en los estudios Tres Elementos, junto con sesiones adicionales en Circo Beat y Tucansoniq. Los arreglos musicales estuvieron a cargo de la banda, y la placa fue editada bajo el sello independiente Crack Discos.

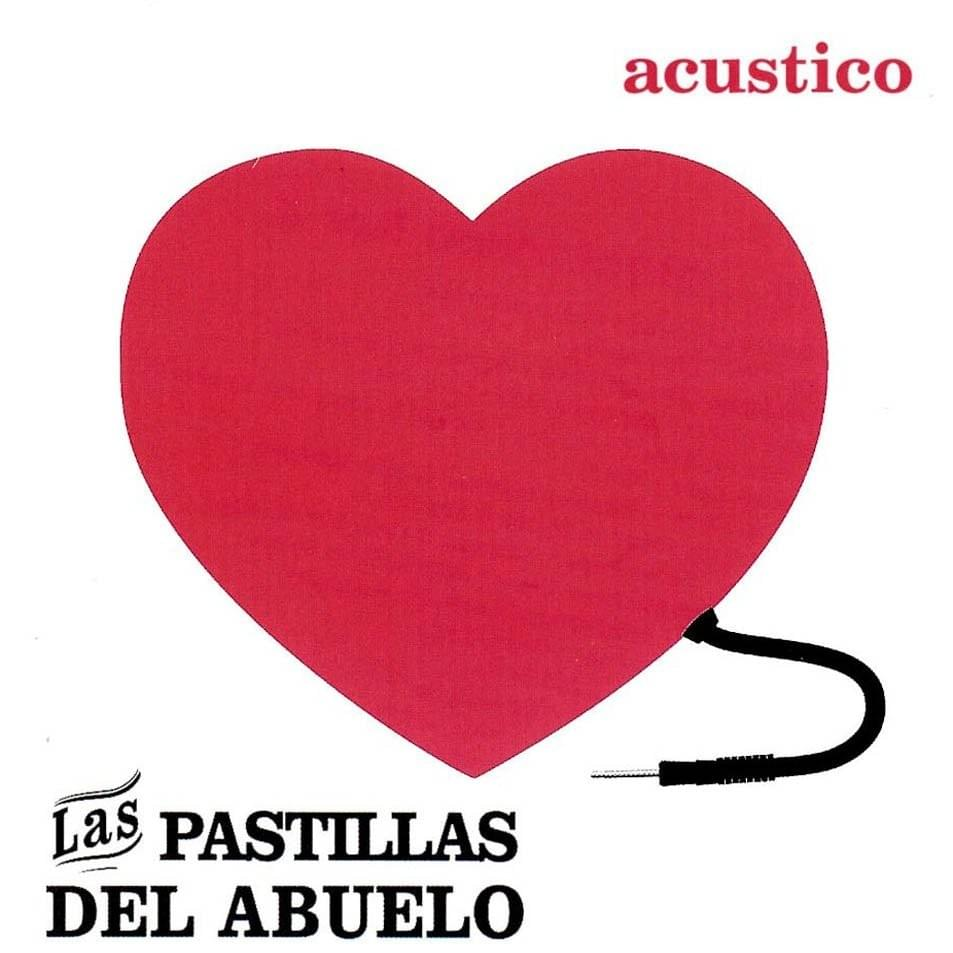
Portada del álbum "Acústico" de Las Pastillas del Abuelo, año 2007

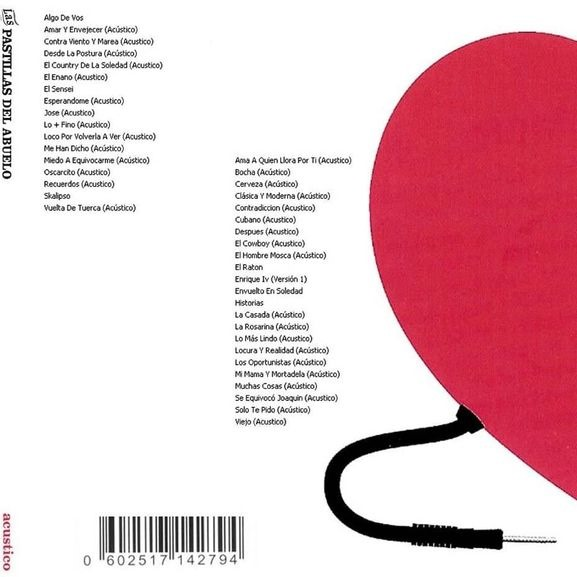
Contraportada del álbum "Acústico" de Las Pastillas del Abuelo, año 2007

## Listado de canciones
| N.º | Título                               | Duración |  |
| 1.  | «Almafuerte»                         |          |  |
| 2.  | «Almagro Haedo»                      |          |  |
| 3.  | «Ama a quien llora por ti»           |          |  |
| 4.  | «Calipso»                            |          |  |
| 5.  | «Candombe II»                        |          |  |
| 6.  | «Amar y envejecer»                   |          |  |
| 7.  | «Cerveza»                            |          |  |
| 8.  | «Clásica y moderna»                  |          |  |
| 9.  | «Contra Viento y Marea»              |          |  |
| 10. | «Contradicción»                      |          |  |
| 11. | «Cubano»                             |          |  |
| 12. | «Desde la postura»                   |          |  |
| 13. | «Después»                            |          |  |
| 14. | «¿Donde esconder tantas manos?»      |          |  |
| 16. | «Duda»                               |          |  |
| 17. | «El country de la soledad»           |          |  |
| 18. | «El cowboy»                          |          |  |
| 19. | «El enano»                           |          |  |
| 20. | «El Fitito Colorado»                 |          |  |
| 21. | «El hombre mosca»                    |          |  |
| 22. | «El intruso»                         |          |  |
| 23. | «El Ratón»                           |          |  |
| 24. | «El sensei»                          |          |  |
| 25. | «Enrique IV (Version I)»             |          |  |
| 26. | «Enrique IV (Version II)»            |          |  |
| 27. | «Envuelto en soledad»                |          |  |
| 28. | «Esperándome»                        |          |  |
| 29. | «Historias»                          |          |  |
| 30. | «Jose»                               |          |  |
| 31. | «La casada»                          |          |  |
| 32. | «La Doctora II»                      |          |  |
| 33. | «Lo más fino»                        |          |  |
| 34. | «Lo más lindo»                       |          |  |
| 35. | «Loco por Volverla a Ver»            |          |  |
| 36. | «Locura y realidad»                  |          |  |
| 37. | «Los oportunistas»                   |          |  |
| 38. | «Maldito y cortamambo»               |          |  |
| 39. | «Me han dicho»                       |          |  |
| 40. | «¿Me juego el corazón?»              |          |  |
| 41. | «Mi mama y Mortadela»                |          |  |
| 42. | «Mira la luz por mi»                 |          |  |
| 43. | «Muchas cosas»                       |          |  |
| 44. | «Negro»                              |          |  |
| 45. | «Oscarcito»                          |          |  |
| 46. | «Osiris»                             |          |  |
| 47. | «Papa»                               |          |  |
| 48. | «¿Que carajo es el amor?»            |          |  |
| 49. | «¿Que hago yo esperando un puto As?» |          |  |
| 50. | «Quien sabe?»                        |          |  |
| 51. | «Recuerdos»                          |          |  |
| 52. | «Sabina y Piazzolla»                 |          |  |
| 53. | «Se equivocó joaquin»                |          |  |
| 54. | «Solo en sueños»                     |          |  |
| 55. | «Solo te pido»                       |          |  |
| 56. | «Vuelta De Tuerca»                   |          |  |
| 57. | «Solo en sueños»                     |          |  |
| 58. | «¿Vivir a conciencia esta lección?»  |          |  |
| 59. | «¿Qué vicios tengo?»                 |          |  |
| 60. | «¿Casualidad o casualidad?»          |          |  |
| 61. | «¿Quiero tener razón o ser feliz?»   |          |  |
| 62. | «Leer y escribir!»                   |          |  |
| 63. | «Lo que no se ve!»                   |          |  |
| 64. | «El fondo de tu vida!»               |          |  |
| 65. | «Hasta acá nos ayudó Dios!»          |          |  |

## Cortes de difusión
1. El sensei
2. Doctora II
3. Loco por volverla a ver
4. El ratón